# برانويل برونتي
كان باتريك برانويل برونتي (26 يونيو 1817- 24 سبتمبر 1848) رسامًا وكاتبًا إنجليزيًا. كان الابن الوحيد لعائلة برونتي، وأخ الكاتبات تشارلوت وإميلي وآن. تلقى برونتي تعليمه بصرامة في المنزل على يد أبيه، ونال الثناء على أشعاره وترجماته للكلاسيكيات. لكنه كان يتنقل بين الوظائف، ويعيل نفسه عن طريق رسم البورتريه، واستسلم لإدمان المخدرات والكحول، ما يبدو أنه تدهور بسبب علاقة فاشلة مع امرأة متزوجة. توفي برونتي في عمر الحادية والثلاثين.

## حداثته
كان برانويل برونتي رابع ستة أطفال والابن الوحيد لباتريك برونتي (1777- 1861) وزوجته ماريا برانويل برونتي (1783- 1821). وُلد في ثورنتون، قرب برادفورد في ويست رايدينغ بيوركشاير، وانتقل مع عائلته إلى هاوورث عندما عُين والده في الرعاية الدائمة في 1821.
في حين أن أربعًا من أخواته الخمس أرسلن إلى مدرسة كاوان بريدج الداخلية، تلقى برانويل تعليمه في المنزل على يد أبيه، الذي علمه تعليمًا كلاسيكيًا. قالت إليزابيث غاسكيل، كاتبة سيرة أخته تشارلوت برونتي، عن تعليم برانويل أن: «نصح أصدقاء السيد برونتي إياه بإرسال ابنه إلى المدرسة، لكن عندما تذكر قوة إرادة شبابه وطريقة توظيفها، اعتقد أن برانويل سيكون أفضل حالًا في المنزل، وأنه بنفسه قادر على تعليمه جيدًا مثلما قال للآخرين من قبل». توفيت أختاه الكبيرتان قبل عيد ميلاده الثامن في 1825، وأثر فقدانهما عليه تأثيرًا شديدًا.
حتى عندما كان برونتي صبيًا صغيرًا، كان يقرأ على نحو موسع، وكان مولعًا بصورة خاصة «بنوكتيس أمبروزياناي»، وهي محاورات أدبية نُشرت في مجلة بلاكوود. تولى دور القيادة مع تشارلوت في سلسلة من ألعاب تمثيل الأدوار الخيالية التي كتبها الأخوان وأدياها عن شخصيات «الشبان»، المبنية على مجموعة من الجنود الخشبيين. تطورت المسرحيات إلى ملحمة معقدة مقرها غرب أفريقيا حول كونفدرالية غلاس تاون الوهمية. من عام 1834، تعاون وتنافس مع أخته شارلوت لوصف عالم خيالي آخر، هو أنغريا. كان اهتمام برانويل الخاص بهذه العوالم الموازية هو سياساتها وحروبها، بما في ذلك التنافس المدمر بين أبطالها، آرثر ويليسلي دوق زامورنا الخاص بتشارلوت، وألكسندر بيرسي إيرل نورثانغيرلاند الخاص به. تثير هذه الكتابات الإعجاب ببراعتها ونطاقها، ولكنها متكررة أيضًا عند مقارنتها بمساهمات تشارلوت. كتبت كريستين ألكسندر، مؤرخة أحداث صبا برونتي في جامعة نيو ساوث ويلز: «ضمن كل من تشارلوت وبرانويل اتساق عالمهما الخيالي. عندما يقتل برانويل بغزارة شخصيات مهمة في مخطوطاته، تأتي تشارلوت لإنقاذهم، وفي الواقع، تحييهم من أجل القصص التالية [...]، وعندما يسأم برانويل من ابتكاراته، مثل مجلة غلاس تاون التي يحررها، تتولى تشارلوت مبادرته وتبقي النشر دائرًا لعدة أعوام إضافية. لكن كان برانويل من افتخر بتنظيم عالمهما الخاص والحفاظ على بنية سياسية متسقة فيه، وهي سمات نموذجية لألعاب العوالم الموازية. وثق تفاصيله الموسوعية في قوائم مرتبة: الحواشي والرسومات والخرائط، والجغرافيا والتاريخ والحكومة، والبنية الاجتماعية لاتحاد غلاس تاون (ولاحقًا، مملكة أنغريا الجديدة) واضعًا بذلك معايير العالم الخيالي». غالبًا ما كان يكتب تحت عدة أسماء مستعارة، كالنقيب جون باد، والرقيب باد، والزعيم جينياس بيني، والتي كانت كذلك شخصيات في عالمهما.
لكونه محاطًا بصحبة الإناث ومفتقدًا الذكور، ظهرت علامات متعة في أعماله المبكرة في الخيارات الأوسع التي يحظى بها بسبب جنسه. في يناير 1829، في عمر الحادية عشرة، بدأ إنتاج مجلة سُميت لاحقًا بمجلة برانويل بلاكوود، والتي ضمت قصائده وألعابه ونقده وتواريخه ومحاوراته. على عكس أخواته، لم يكن برونتي مجهزًا لمهنة محددة. في محاولته الحقيقية الوحيدة للبحث عن عمل، عند وفاة جيمس هوغ، وهو كاتب في بلاكوود، كتب برونتي البالغ من العمر ثمانية عشر عامًا بجراءة للمجلة مقترحًا نفسه بديلًا. بين 1835 و1842، كتب برونتي ما مجموعه ست مرات للمجلة، مرسلًا قصائده وعارضًا خدماته بغطرسة. ظلت رسائله بدون رد. بدأ الاستمتاع بالصحبة الذكورية في الحانات في هاوورث، وفي فبراير 1836، انضم إلى محفل هاوورث الماسوني للنعم الثلاثة في أصغر سن ممكنة.
في 1829- 1830، وظف باتريك برونتي جون برادلي، وهو فنان من كيلي المجاورة، بصفة أستاذ رسم للأطفال. كان برادلي فنانًا له سمعة محلية، لا مدرسًا محترفًا، لكنه ربما عزز حماس برانويل للفن والهندسة المعمارية. هاجر برادلي إلى أمريكا في 1831، وتابع برانويل برونتي دراساته تحت إشراف رسام البورتريه ويليام روبنسون. في 1834، رسم بورتريهًا لأخواته الثلاث. أدرج صورته الخاصة لكنه لم يرضَ عنها وأزالها. تعد هذه الصورة الآن واحدة من أشهر صور الأخوات وهي معلقة في معرض الصور الوطني.
في 1835، كتب رسالة إلى الأكاديمية الملكية للفنون يطلب فيها القبول. ذكر كتاب السيرة الأوائل انتقالًا إلى لندن لدراسة الرسم، والذي انتهى بسرعة بعد إنفاق برونتي الفاجر على الشراب. تكهن كتاب سيرة آخرون بأنه كان خائفًا جدًا من تقديم نفسه للأكاديمية. تشير الدراسات الأحدث إلى أن برونتي لم يرسل الرسالة أو حتى لم يرحل إلى لندن. وفقًا لفرانسيس ليلاند، وهي صديقة برونتي وكاتبة سيرة مستقبلية للعائلة، كان عمله الأول دليلًا في مدرسة هاليفاكس. من المؤكد أن برونتي عمل رسام بورتريه في برادفورد في عامي 1838 و1839. على الرغم من أن بعض لوحاته، مثل لوحة صاحبة المنزل السيدة كيربي وصورة إميلي تظهر موهبة في الأساليب الكوميدية والجادة، تفتقر اللوحات الأخرى للحياة. عاد إلى هاوورث مدينًا في عام 1839.

## بلوغه
راجع برونتي الكلاسيكيات رفقة والده بهدف العمل مدرسًا في المستقبل. في بداية يناير 1840، بدأ عمله مع عائلة روبرت بوستليثويت في بروتون إن فورنيس. في هذا الوقت، كتب رسائل إلى أصدقائه في الحانة في هاوورث قدمت «صورة حية لروح الدعابة الخشنة التي يتمتع بها برنويل، وتبجحه، وحاجته إلى القبول في عالم الرجال». وفقًا لبرونتي، بدأ عمله بجلسة شرب صاخب في كيندال.